# Stizocera insolita
Stizocera insolita är en skalbaggsart som beskrevs av Gilmour 1968. Stizocera insolita ingår i släktet Stizocera och familjen långhorningar.
Artens utbredningsområde är Curaçao. Inga underarter finns listade i Catalogue of Life.